# 東アジア研究科
東アジア研究科（ひがしアジアけんきゅうか、英語: The Graduate School of East Asian Studies）は、日本の大学院研究科のうち、東アジアに関する高度な教育・研究を行うことを目的とした機構の1つである。
山口大学大学院に設置されている。

## 概要
東アジアの地域特性に対する深い理解を基盤として複眼的な視野と柔軟な思考力のもとに、問題解決のための高度な専門知識を発揮しうる人材の養成、指導的高度専門職業人の養成を目的としている。